# Missing Heart
Missing Heart ist ein deutsches Eurodance-Projekt, welches von den Produzenten David Brandes und Felix Gauder gegründet wurde.

## Geschichte
Nachdem im Jahr 1994 das Projekt Missing Heart gegründet worden war, erschien die erste Single Wild Angels, die von Lyane Leigh eingesungen wurde. Missing Heart galt als ein Nebenprojekt von E-Rotic und hatte dieselben Produzenten sowie dieselbe Sängerin. Im Gegensatz zu E-Rotic, wo es hauptsächlich um Geschlechtsverkehr geht, ging es bei Missing Heart um Romantik. 1995 wurde die zweite Single Charlene veröffentlicht.
1997 wurde Moonlight Shadow veröffentlicht, eine Coverversion von Mike Oldfield. Dieses Lied wurde nicht von Leigh, sondern von Elke Schlimbach eingesungen.
Im Jahr 2000 hatte man die Single Charlene von der damals neuen E-Rotic-Sängerin Lydia Pockaj neu aufgenommen. Ein paar Monate später folgte eine neue Version von Moonlight Shadow, die ebenfalls von Pockaj eingesungen wurde. Noch im selben Jahr wurde das Album Mystery veröffentlicht. Dieses enthielt mit Queen of Light auch ein Lied von E-Rotic. Das Album Mystery wurde allerdings nur in Japan, Russland  und Osteuropa veröffentlicht.
Aus dem Album Mystery wurde dann die Single Tears in May veröffentlicht; allerdings wurde die Single nur in Europa veröffentlicht. Diese Single war seit der Gründung im Jahr 1994, die erfolgreichste Single von Missing Heart. Viel Aufmerksamkeit bekam die Single in Deutschland durch viele TV-Promotionen u. a. bei VIVA oder RTL II. Auch ein Musikvideo wurde zu dieser Single gedreht. In dem Musikvideo ist Manu Moré zu sehen, die Hauptdarstellerin. Allerdings ist auch hier die Sängerin Lydia Pockaj, aber nicht im Musikvideo vertreten.
Im Jahre 2001 wurde unter den Namen Apanachee, die Singles Prison of Passion und In Aeternum veröffentlicht. Diese beiden Singles sind ebenfalls Auskopplungen aus dem Album Mystery. Prison of Passion konnte in Europa gute, aber eher kleine Erfolge machen. In Aeternum war ein großer Charterfolg in Russland und Japan. In Russland schaffte In Aeternum sogar auf Platz 1 der russischen Musikcharts.
Im er Jahr 2020 hat Brandes das Album Mystery und die Singles Wild Angels, Moonlight Shadow und Tears in May digitalisiert und auf Streaming-Portalen und YouTube veröffentlicht.
Am 28. Juni 2023 veröffentlichte Brandes unter seinem Musiklabel BROS Music, nach über 20 Jahren, den Song Forever Young (ein Cover von Alphaville), unter den Namen Missing Heart. Allerdings war dieser Song vorerst nur über den Musikdienst Beatport verfügbar gewesen. Am 4. August 2023 wurde der Song als Single auf allen Streaming-Portalen veröffentlicht und ist überall verfügbar. Sängerin ist nun Janine Brändle. 

## Diskografie

### Studioalbum
- 2000: Mystery[2]

### Singles
- 1994: Wild Angels
- 1995: Charlene
- 1997: Moonlight Shadow (Original: Mike Oldfield)
- 2000: Charlene (Neue Version)
- 2000: Tears in May
- 2001: In Aeternum (unter den Namen Apanachee veröffentlicht)
- 2001: Prison of Passion (unter den Namen Apanachee veröffentlicht)
- 2023: Forever Young (Original: Alphaville)
- 2024: Runaway (mit Collesio und Molow)
- 2024: Stay with Me (mit Collesio und Molow)